# 阮令嬴
阮 令嬴（げん れいえい、昇明元年6月11日（477年7月7日）- 大同9年6月2日（543年7月18日））は、南朝梁の武帝蕭衍の修容（側室）。元帝蕭繹の母。もとの姓は石。本貫は会稽郡余姚県。

## 経歴
石霊宝と陳氏のあいだの娘として生まれた。はじめ南朝斉の始安王蕭遙光の側室となった。永元元年（499年）、蕭遙光が敗死すると、東昏侯蕭宝巻の後宮に入った。中興元年（501年）、蕭衍が建康を占領すると、蕭衍の後宮に入れられて采女（身分の低い妃嬪）となった。天監7年（508年）8月、蕭繹を生んだ。まもなく修容となった。蕭繹が湘東王として出向すると、令嬴もつき従った。
大同9年（543年）6月、江州の宮殿で死去した。享年は67。11月、江寧県の通望山に葬られた。諡は宣といった。元帝が即位すると、文宣太后と追尊された。

## 男子
- 蕭繹（蕭衍との子）

## 伝記資料
- 『梁書』巻7 列伝第1 皇后
- 『南史』巻12 列伝第2 后妃下